# Jules Léon Jamin
Pour les articles homonymes, voir Jamin.
Jules Léon Jamin est un homme politique français né le 27 juin 1845 à Angers (Maine-et-Loire) et décédé le 20 janvier 1920 à Angers.

## Biographie
D'une famille d'industriels, diplômé de l'École centrale Paris (Promotion 1868), Jules Léon Jamin prend part à la guerre franco-allemande de 1870 en tant que capitaine. Il est le gendre de l'industriel François Leglas-Maurice (1821-1914),, commanditaire de l'hôtel Leglas-Maurice.
Il se consacre par la suite à la gestion de l'entreprise familiale. 
Il est conseiller municipal de Nantes de 1888 à 1908, puis adjoint de 1912 à 1919. Il est également conseiller général de 1898 à 1919 et président du conseil général de la Loire-Inférieure de 1908 à 1919. Élu sénateur de la Loire-Atlantique le 11 janvier 1920, il meurt 9 jours plus tard.

## Source
- « Jules Léon Jamin », dans le Dictionnaire des parlementaires français (1889-1940), sous la direction de Jean Jolly, PUF, 1960 [détail de l’édition]
- Yves Rochcongar, "Capitaines d'industrie à Nantes au XIXe siècle", éditions MeMo, Nantes, 2003
- Michel Kervarec, François Leglas-Maurice et Léon Jamin, L'ami de Rezé (N°49), pp.16-17, 2007